# Bardylis metallicus
Bardylis metallicus är en stekelart som först beskrevs av Girault 1932.  Bardylis metallicus ingår i släktet Bardylis och familjen växtlussteklar. Inga underarter finns listade.